# 데이비드 C. 강

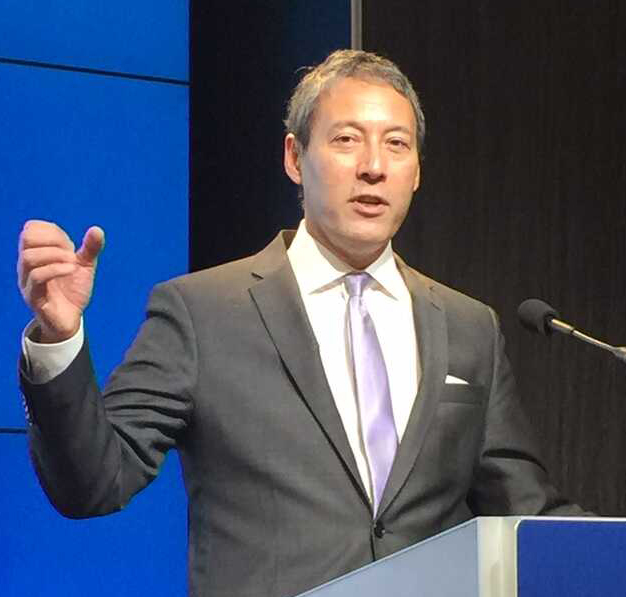
미국 브루킹스 연구소에서 강연한 데이비드 강 교수.

데이비드 찬웅 강(David Chan-oong Kang, 1965년 1월 17일 ~ )은 미국의 대학교수이다. 한국 이름은 강찬웅(康燦雄)이다. 본관(本貫)은 신천 강씨.
스탠퍼드 대학교에서 우등으로 학사 학위를, 캘리포니아 대학교 버클리캠퍼스에서 정치학 석사와 박사 학위를 취득하였다. 다트머스 대학 정 교수로 오래 재직했다. 그밖에 스탠포드대학, 예일대학교, 서울시립대학교, 고려대학교 등에서 잠시 강의하였다. 2009년부터 서던 캘리포니아 대학교에서 교수 및 국제 정치 및 조직을 관리하는 소장 직을 맡으면서 같은 대학 연구소에서 근무하고 있다.

## 언론 발표 자료
- 뉴욕 타임즈:김정은의 정치적 역할의 이해[4]
- 워신턴 포스트 (WNYC)의 미디어: 우리가 북한에 대하여 걱정을 해야할것인지에 대한 분석?[5]
- CNN: 북한의 김정은 위원장의 이복 형제의 죽음에 대한 분석[6]
- 동아시아 포럼: 우리가 북한을 낙관적으로 볼 수 있는 이유의 분석 정리[7]
- 동아시아 포럼(Eastasiaforum): 문재인과 김정은의 정상회담이 북미 정상회담보다 메인이벤트 라고 보는 이유[8]
- 타임(TIME):재벌 도널드 트럼프가 북한의 김정은위원장을 만나려는 궁극적인 이유[9]

## 열린 강연
- 개요로 살펴보는 대한민국의 역사[10]
- 북한과 대한민국에 대한 헤드라인: 제1부:소개 북한의 경제와 전반적 상황[11]
- 북한과 대한민국에 대한 헤드라인 제2부: 북한의 군사전략에 대한 분석[12]

## 저서
- 2010년: 서양이 발전하기전 동아시아의 무역과 역사 콜롬비아 대학교 (East Asia Before the West: Five Centuries of Trade and Tribute. Columbia University Press.)
- 2007년: 중국 급작스러운 발전:평화, 군사 전력 및 동아시아에서의 순위: 콜롬비아 대학교 (China Rising: Peace, Power, and Order in East Asia. Columbia University Press.)
- 2003년: 조선 민주주의 인민 공화국 의 핵무기 : 외부세계와 참여 전략 :콜롬비아 대학교 (Nuclear North Korea: A Debate on Engagement Strategies. Columbia University Press.)
- 2002년: 정실 자본주의: 부정 부패 및 자본주의 발전, 한국 과 필리핀에 대한 분석. (Crony Capitalism: Corruption and Development in South Korea and the Philippines. Cambridge University Press.)

## 같이 보기
- 2018년 제1차 남북정상회담
- 2018년 제2차 남북정상회담